# Bras oscillant

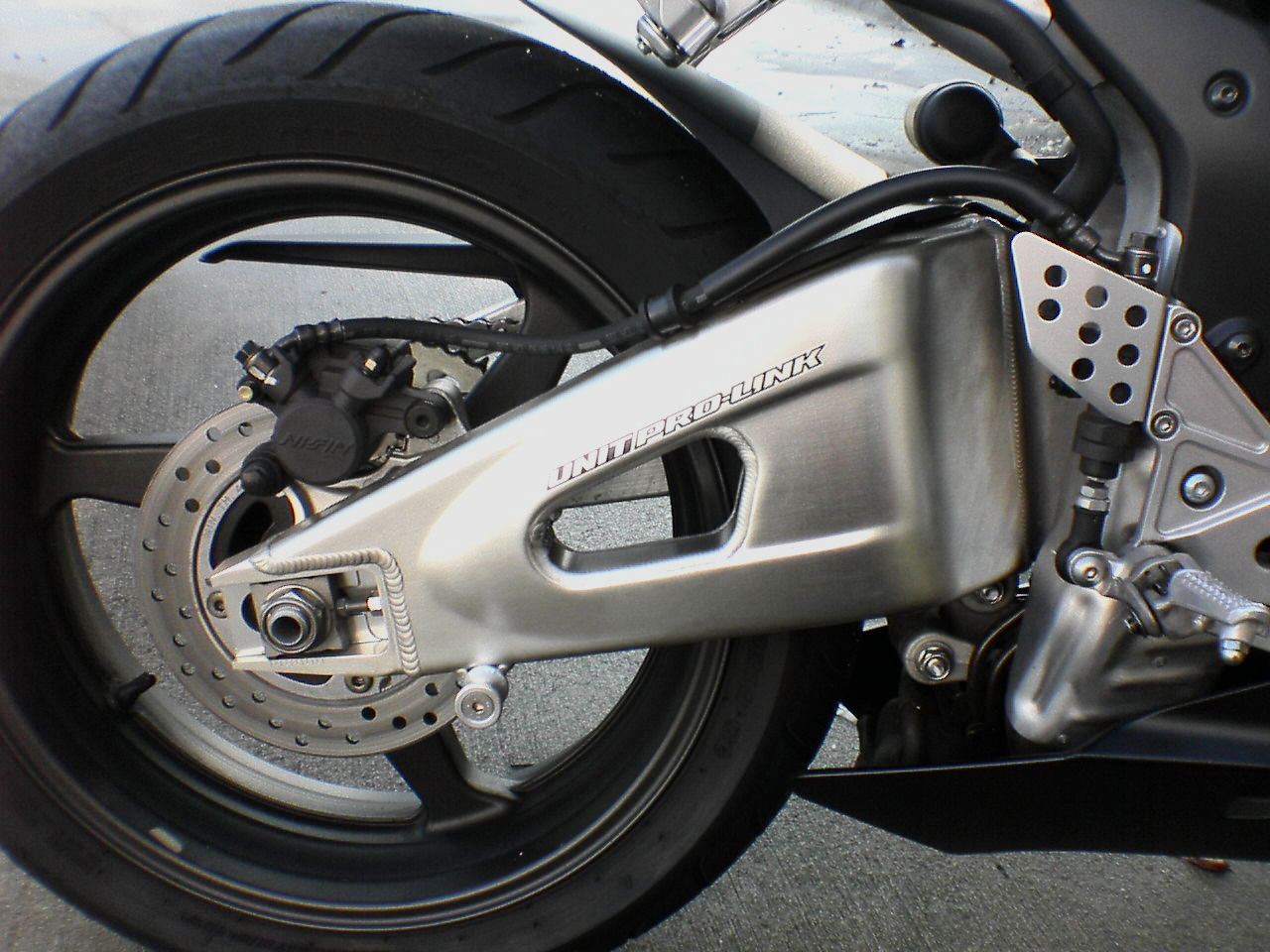
Un bras oscillant fortement triangulé sur une moto moderne

Le bras oscillant est un composant de la suspension arrière des motos modernes.

## Historique
Historiquement, les motos n'avaient pas de suspension arrière car la fonction amortisseur était dévolue à la selle. Apparut ensuite la suspension coulissante, l'arrière du cadre était rigide, seule la roue était mobile. Afin de permettre une plus grande amplitude, la solution fut de rendre l'arrière du cadre articulé; c'est le bras oscillant, dont on trouve trace au moins peu après la guerre de 1914 sur une moto ABC-Gnome et Rhône. Depuis les années 1950[réf. souhaitée], la technique du bras oscillant s'est généralisée. Il s'agit d'un ou de deux bras articulés soit à l'arrière du cadre, soit à l'arrière du groupe moteur-boîte de vitesses.

## Montages
Dans le montage classique, le bras est composé de deux branches (une de chaque côté de la roue) et d'une paire de combinés ressort-amortisseur qui relient l'arrière du bras au haut du cadre de la moto. Dans d'autres montages, le bras est unique et actionne un seul combiné de suspension (en 1948, Imme utilisait ce montage). Il peut aussi être double, et actionner un seul combiné situé devant la roue arrière (ou à n'importe quel endroit), souvent par l'intermédiaire de biellettes. Le combiné situé devant la roue arrière est apparu avec la 500 Vincent HRD en 1949 (système cantilever).
Dans le cas des motos à transmission par arbre, l'arbre passe à l'intérieur du bras oscillant.
Dans les années 1960 à 1970, les repose-pieds du passager étaient fixés sur le bras oscillant de nombreux modèles de motos. Cette solution, la plus simple à mettre en œuvre, faisait assurer une partie de la suspension au passager, ce qui n'est plus envisageable aujourd'hui.
Certaines suspensions avant modernes font appel à un bras oscillant, ce qui n'est pas sans poser de problème, car le bras doit prévoir de laisser le passage à la roue pour tourner, ce qui contraint à l'élargir, diminuant ainsi la garde au sol. La suspension avant Earles intègre aussi un bras oscillant.

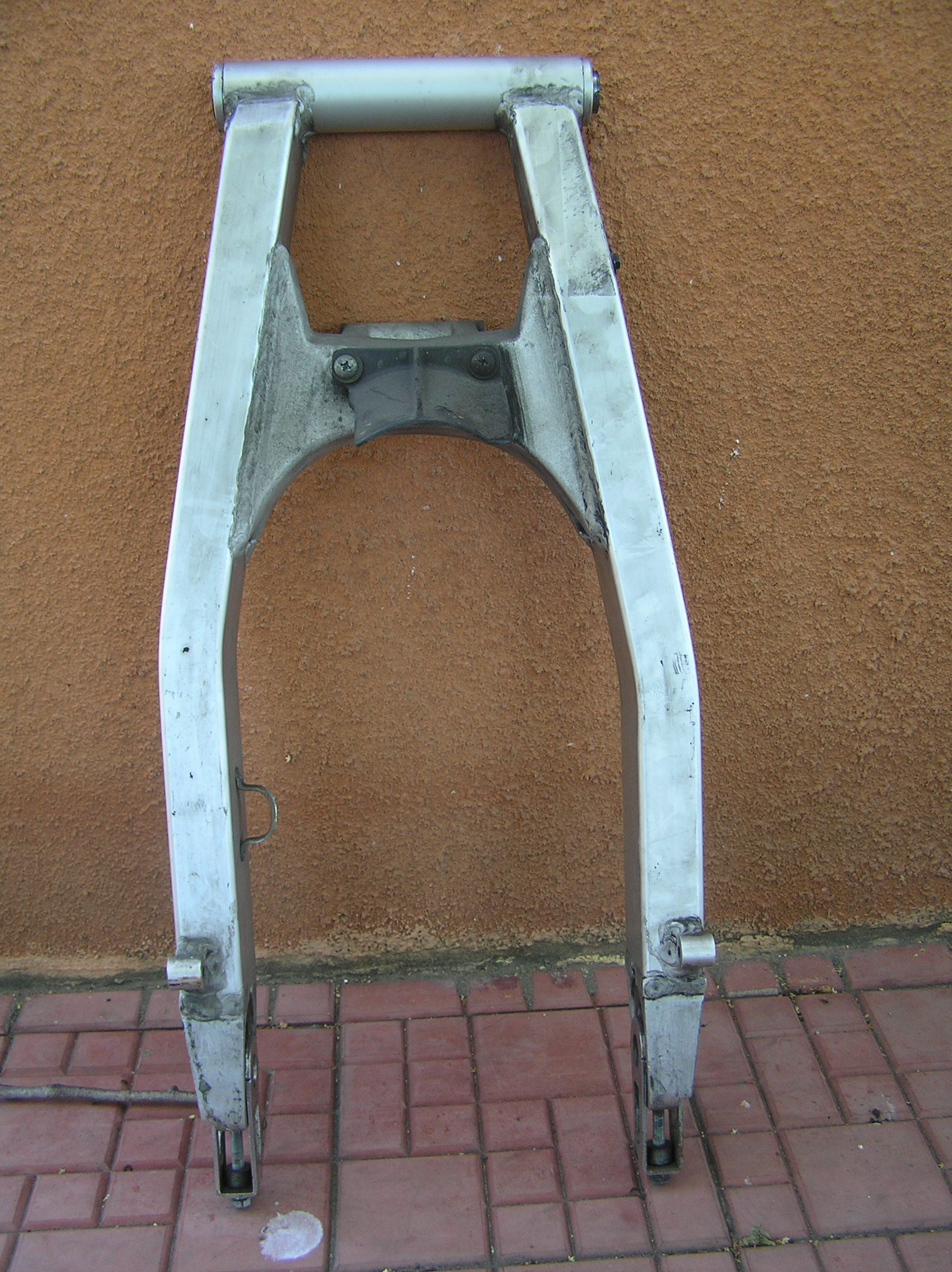
Un bras oscillant démonté
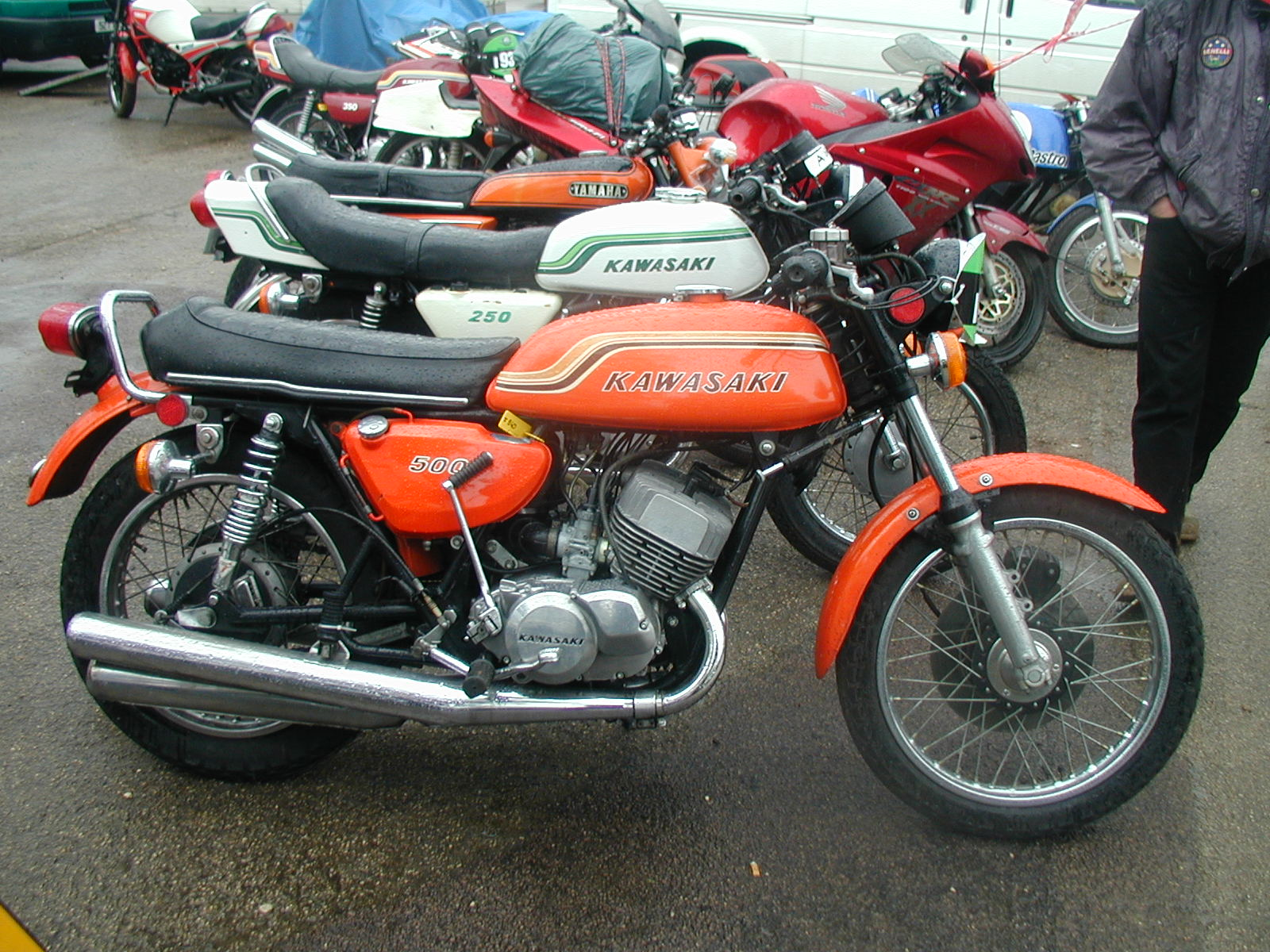
La Kawasaki 500 était équipée d'un bras oscillant classique, avec deux combinés à l'arrière
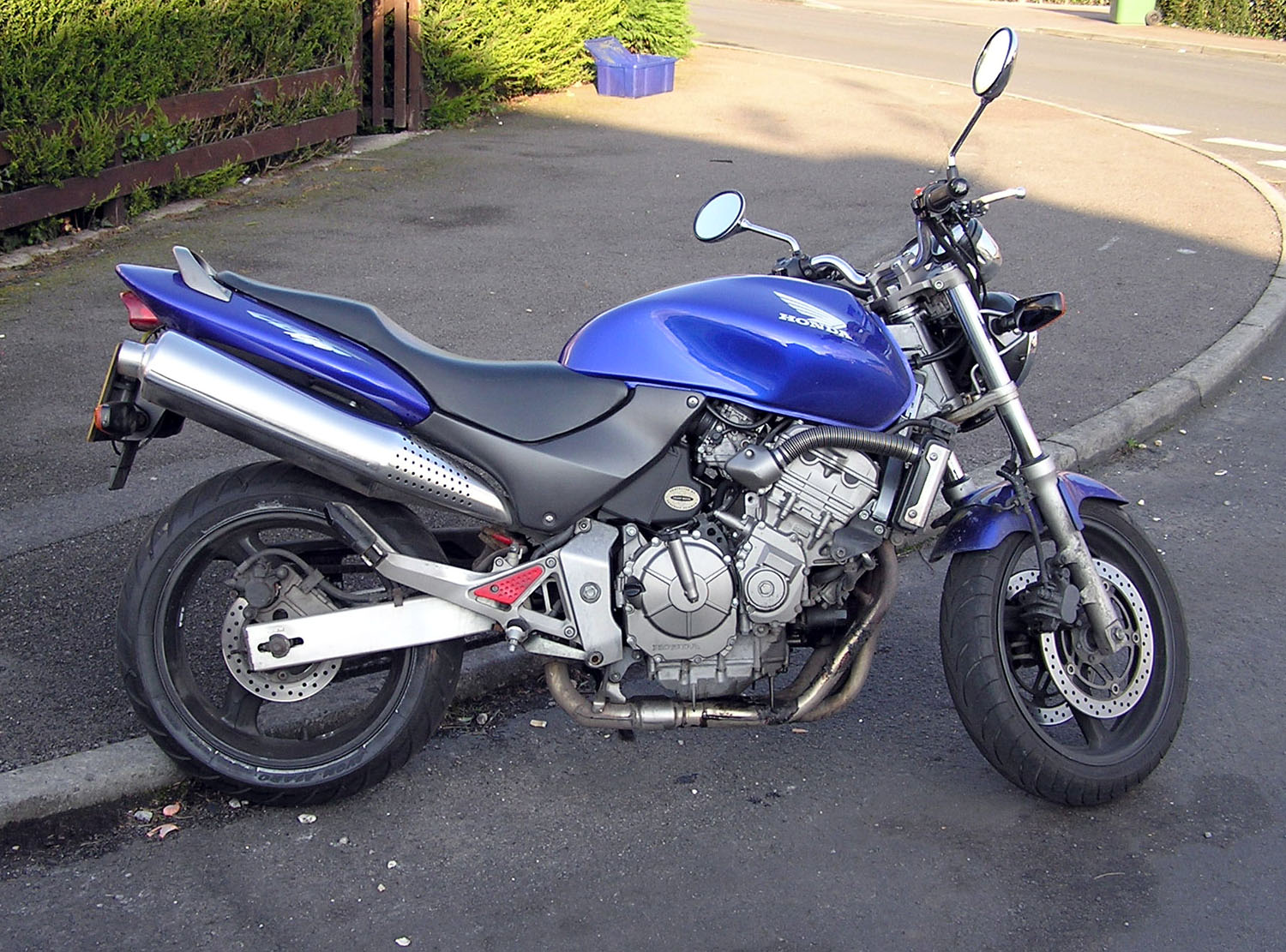
La Honda Hornet est équipée d'un bras oscillant moderne, avec combiné unique devant la roue arrière
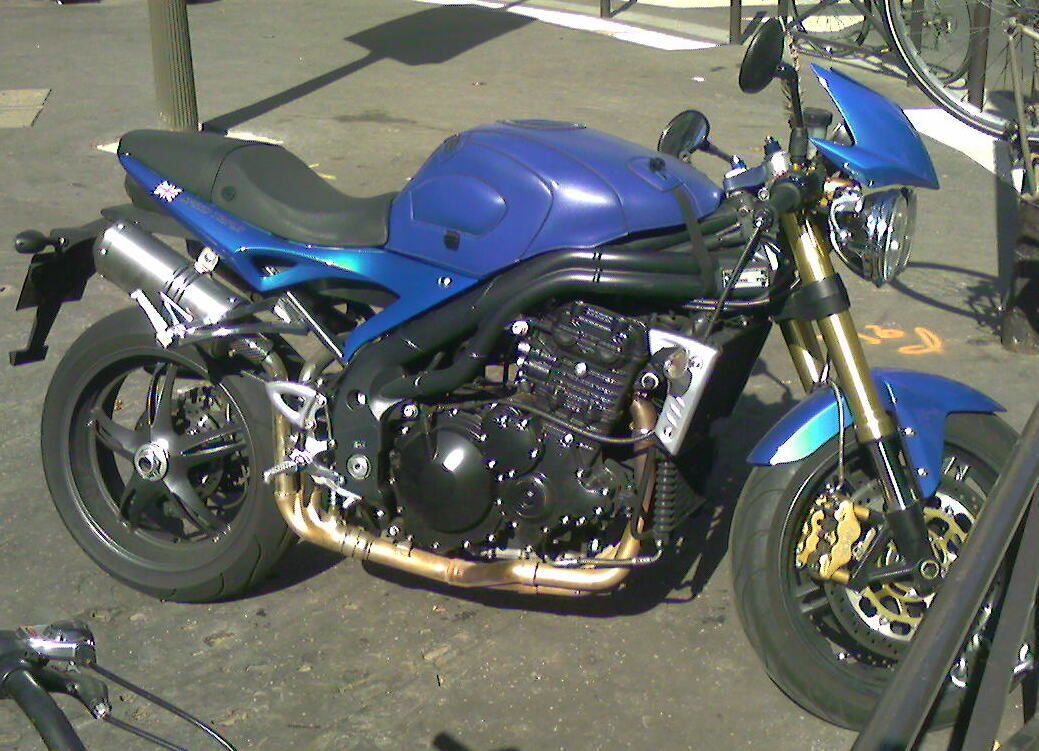
Mono-bras oscillant sur une Triumph Speed Triple 1050